# Turalići
Turalići är en ort i Bosnien och Hercegovina.   Den ligger i entiteten Federationen Bosnien och Hercegovina, i den centrala delen av landet, 50 km norr om huvudstaden Sarajevo. Turalići ligger 782 meter över havet och antalet invånare är 224.
Terrängen runt Turalići är kuperad. Runt Turalići är det ganska tätbefolkat, med 93 invånare per kvadratkilometer.. Närmaste större samhälle är Zenica, 15,7 km väster om Turalići. 
Omgivningarna runt Turalići är en mosaik av jordbruksmark och naturlig växtlighet.